# AKM突擊步槍

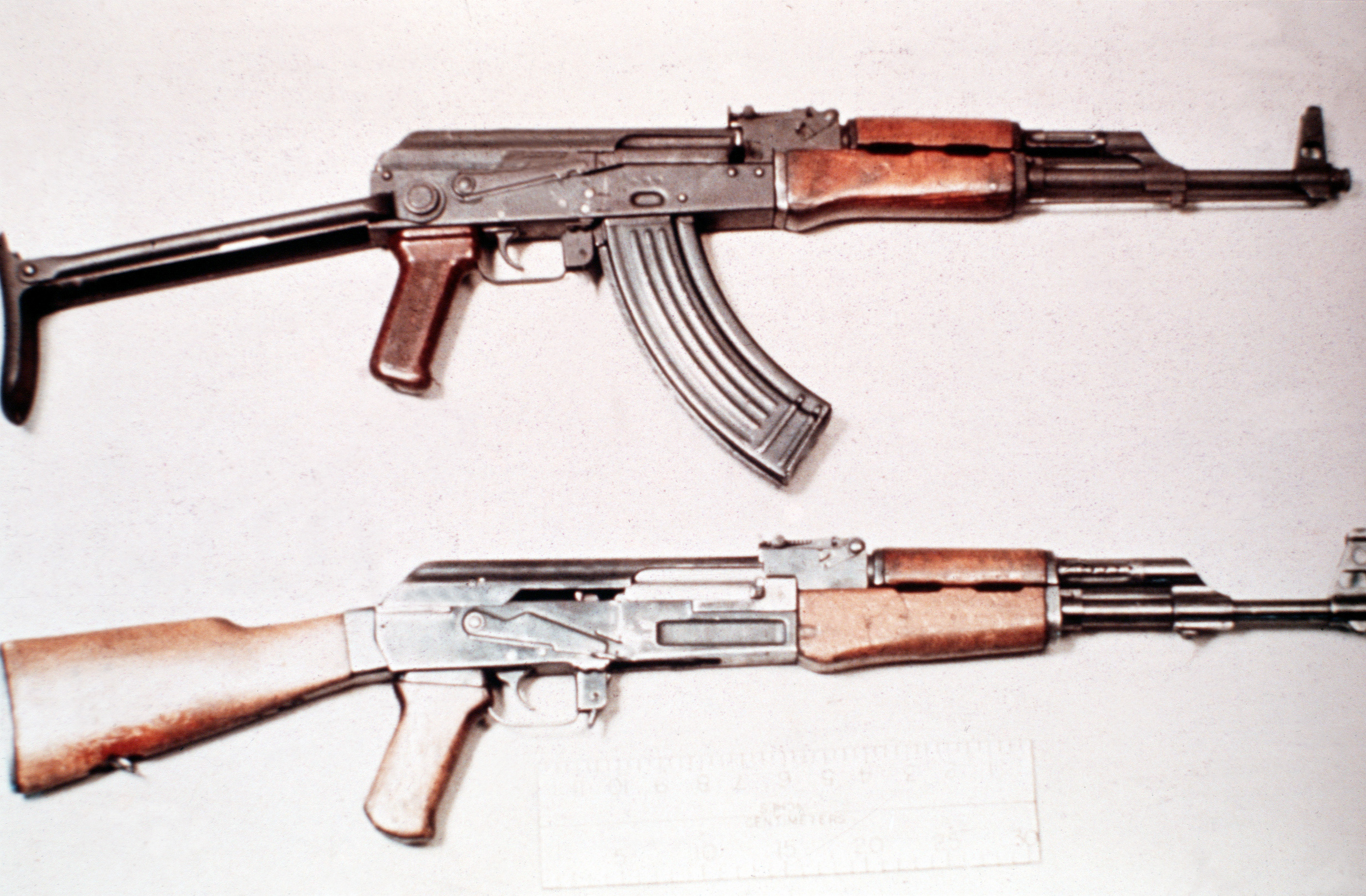
AKMS與AK對比

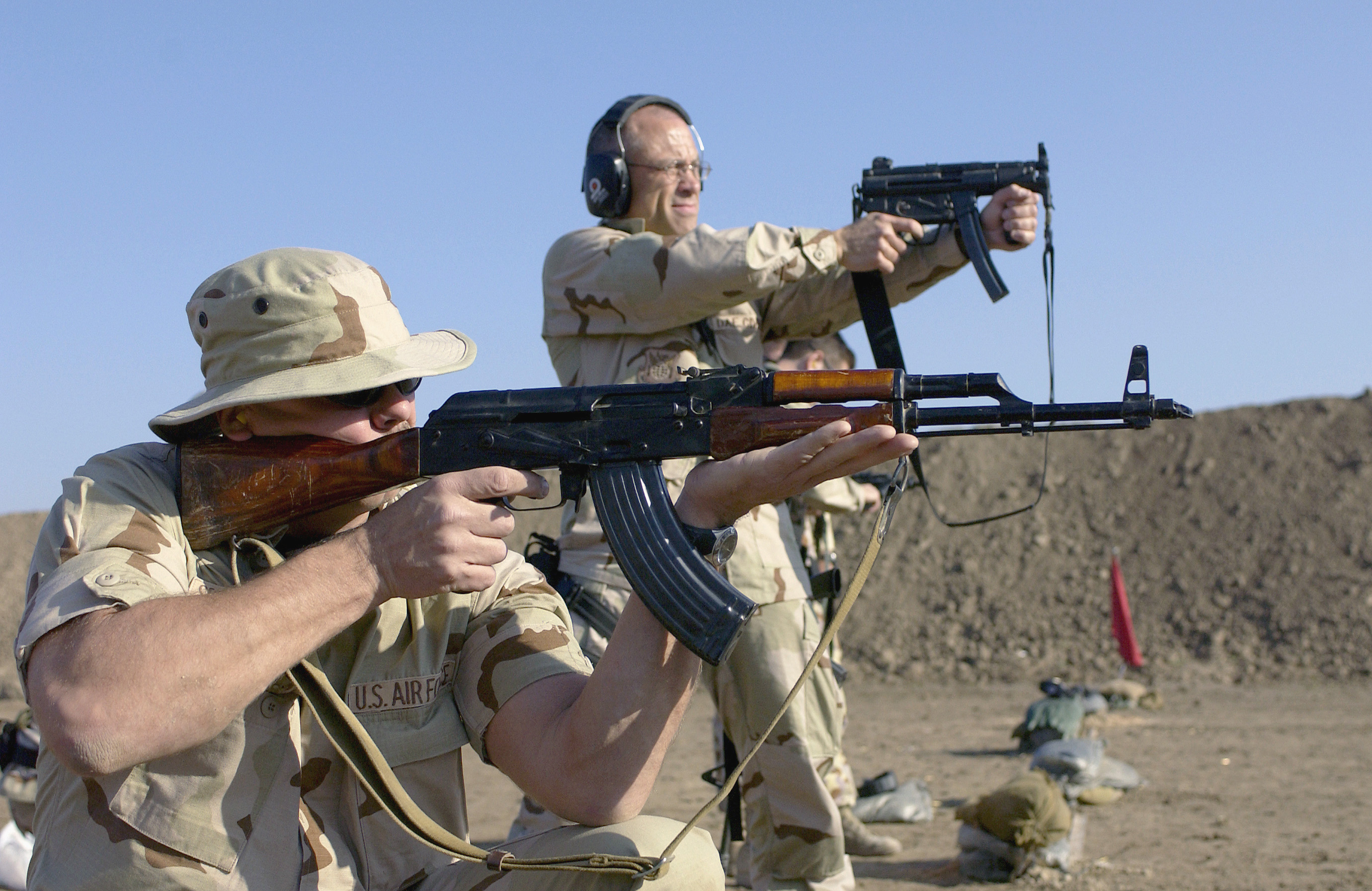
一名使用AKM的美國空軍人員與另一名使用MP5K的人員

AKM（羅馬化：Avtomat Kalashnikova modernizirovanny，直译：「卡拉什尼科夫自動步槍現代化型」）是由米哈伊爾·卡拉什尼科夫開發之突擊步槍，為初代AK-47突擊步槍的現代化改進型，於1959年5月18日正式採用，由圖拉兵工廠及伊熱夫斯克機器製造廠投入生產，其苏俄试验代码为“A-55”，武器代码为“6P1”。

## 历史
早在1953年3月，7.62毫米AK和AKS大量供應部隊不久后，苏联火箭炮兵裝備局（ГРАУ, GRAU）制定了自動武器標準化戰術技術需求 ：新的自动步枪和轻机枪。與此同時，它應該使射击过程更容易，並提高其射击的準確性。
1956年，武器设计师卡拉什尼科夫（M.K. Kalashnikova），日耳曼·A·科洛波夫（G. A. Korobova），西蒙诺夫(S.G Simonova)，捷格加廖夫（V. V. Degtyareva），GS Garanina 开始新武器的测试竞赛。
1959年4月8日，蘇聯部長會議的通过决定，采纳“7.62毫米現代化的卡拉什尼科夫突擊步槍（AKM）”（GRAU代码6P1）。

### 卡拉什尼科夫的相关实验作品[2]
- 1953年
  - 轻型突击步枪试验型。这是一种配有轻型折叠式两脚架的突击步枪试验型，带空弹匣重3.86kg，并有折叠枪托的型号。
- 1955年
  - 4号试验型自动卡宾枪。这个试验型把机匣改为冲压，并改变了枪托连接方式的设计，缩短了护木，保险/快慢机移到机匣右侧。
  - A-55型8号实验步枪。重新使用冲压机匣，这种机匣进一步改进后就成了AKM的机匣，另外照门也作了改进。
  - S-04-M实验步枪。采用冲压机匣，护木上增加了手指槽，已经出现AKM的一些特征，刺刀是在1955年的型号上改进的，重量更轻。

## 特色
AKM最主要特点是用冲铆机匣（Stamped Receiver）代替AK第3型的铣削机匣（Milled Receiver）。冲压机匣相比铣削机匣可以节省80%的金属，使生产成本大大降低。
AKM與AK相比其重量較輕、射擊精度較高、可靠性更高，在一定程度上改善了AK的缺點。
另外，卡拉什尼科夫在AKM的擊鎚上加裝了一個減速器，目的是降低击锤的释放速度（在实际效果上是降低了射速，但是降低效果不太明显），防止击锤先击打到尚未完全复进到位的枪机后才碰触到击针而导致的发火不良和击锤寿命下降的问题。
早期的AKM使用与AK类似的枪口帽以保护枪口螺纹，但很快被一個斜切口形槍口裝置取代（向右上开口），以抑制槍口跳動及提高連發射擊時的散佈精度。除此以外還可用以裝上PBS-1消聲器，搭配亞音速彈時可達到消聲效果。
在設計AKM的同時，進一步採用金屬沖壓、銲接工藝與合成材料，可減輕重量並降低生產時間和成本，利於大量生產，使故障率比AK更低。

### 结构
- 枪机
- 机匣
- 复进簧
- 弹匣
- 枪托
- 弹匣座
- 机匣座
- 枪管
- 刺刀
- 附件

### 改進之處
- 弹匣改用轻合金製造，並能与原来的钢製弹匣通用，后期还研制了一种玻璃纤维塑料压模成型的弹匣，也可以完全通用。
- 枪托、护木和握把皆采用树脂合成材料製造，使全槍的重量減輕。
- 枪机和枪机框表面经磷化处理，活塞筒前端有4个半圆形缺口，恰好与导气箍类似的缺口配合。
- 机匣两侧各有一个很小的弹匣定位槽，机匣盖上有加强筋。
- 击锤装有一个由5个零件组成的击锤延迟体，位于扳机附近。
- 增加了表尺射程，表尺分划为100至1,000（110至1,090碼），校準於100（110碼）處；柱形准星和U形缺口照门都有可翻转的附件，内装荧光材料镭221，用于夜间瞄准。
- 改用了6KH3多功能刺刀（AKM第1型刺刀）；並可改用以後新型的6KH4多功能刺刀（AKM第2型刺刀）。
- 护木上新增手指槽，便于射手在全自動射击时穩定控制步槍。

### 精度[3]
苏联测试武器精度的方法与西方不同。
在西方，人們向目標發射一組弹药，然後簡單地測量該組的整體散布直徑。
而苏联，測試員向目標發射了一組弹药後，在目標上繪製兩個圓圈，一個用於命中的最大垂直散布，一個用於命中的最大水平散布。然後忽略目標外部的命中，只計算圓圈內部的一半命中（50％或R50），並使用縮小組的垂直和水平范围測量來測量精度。

根据1967年苏联国防部印发的《7.62毫米現代化的卡拉什尼科夫突擊步槍》（7,62-мм модернизированный автомат Калашникова.）记述：
AKM的正常战斗要求：
100米内，4发一组弹药的散布必须在一个15CM的圆中。
使用钢芯披甲弹药

AKM 在100米内，垂直散布8CM，水平散布11CM。

### 分解
步骤如下：

#### 槍枝安全檢查[4]
- 將彈匣釋放卡榫向前推到位，取下彈匣；
- 打開槍身右側保險，向後拉開槍機；
- 檢查槍膛內有無彈藥，而後釋放槍機。

#### 卸机匣盖[5]
- 向前推机匣盖卡榫；
- 向上抬机匣盖后端；
- 向上向后卸下机匣盖。

#### 卸复进簧[6]
- 向前推机匣盖卡榫，使之脱离机匣；
- 向上向后卸下复进簧。

#### 卸枪机[7]
- 向后拉拉机柄，使机框后退到机匣后部缺口部位；
- 向上取出机框和枪机；
- 将枪机向后推到位，向右旋转再向前取下枪机。

#### 卸上护木[8]
- 将表尺座前方的活塞筒固定栓柄向上转动；
- 然后抬起上护手后端，从导气箍上取下。

基本分解完成，组装按照相反顺序完成。

### 保养
分为夏季、冬季和长期储存。
- 夏季（气温5摄氏度以上）常规保养要使用枪械专用润滑油和枪管清洁剂；夏季保养时要首先认真祛除冬季润滑油。
- 冬季（气温5摄氏度—零下50摄氏度）需要使用冬季润滑油。
- 长期储存武器。擦拭武器后，使用黄油包裹，蜡纸密封。放入包装箱长期储存。

## 採用

### 俄羅斯
AKM於1959年成為蘇聯軍隊的制式步槍，並逐漸取代生產成本較高，且不利作大規模生產的早期型AK。
在1970年代，卡拉什尼科夫因應蘇聯要趕上小口徑武器的熱潮，而把AKM作改良從而開發出5.45×39毫米口徑的AK-74，並逐漸以此型號取代AKM。
時至今天，AK-74雖然已成為俄軍的制式步槍多年，然而AKM和AKMS仍有被俄軍第二線部隊、特種部隊及部份執法機構（如：特別用途機動單位及特別迅速應變分隊等）所使用和大量庫存。

### 國外
除此之外，在冷戰期間蘇聯為了增加其影響力，把AKM及大量蘇制武器出口到世界各地，一些國家更獲許在本土特許生產及改良，因而衍生出多種外國生產的型號。
時至今天，AKM仍然為多個前蘇聯加盟共和國、俄羅斯在亞洲及非洲的盟友、大多數第三世界國家和眾多恐怖組織、準軍事組織和犯罪集團（如車臣叛軍）的制式裝備。
還因其繼承了AK的優異可靠性、強大火力和物美價廉，而且易於從黑市中購買。故而言之，AKM已经成为至今为止AK槍族之中，生產量最高及影響力最大的一員。

## 衍生型
- AKMS

改用金屬摺疊槍托的改進型，槍托摺疊後長645毫米，重量減至3.15公斤，主要供當時的傘兵部隊、坦克兵和特種部隊使用。
- AKMSU

裝有金屬摺疊槍托的AKMS短枪管型，產量極少（比後來的AKS-74U更少），主要供當時的特種部隊試用，為屬於實驗性質的槍械，並沒有正式裝備部隊。但有槍械專家對該槍進行考證，指它根本不是蘇聯／俄羅斯原產的武器，而是由巴基斯坦槍匠自行製作的改裝槍。
- AKMN

附有夜視瞄準鏡導軌的型號。
- VEPR-KM

莫洛工廠生產的半自動民用型。

### 外國生產型
| 國家                   | 變種或衍生版本 |
| ---------------------- | --- |
| 保加利亚               | AKKM（與AKM相同）AKKMS（與AKMS相同）                                                                                                  |
| 東德                   | MPi-KM（與AKM相同），MPi-KMS72（與AKMS相同，但採用向右摺疊的鋼絲式槍托）                                                              |
| 埃及                   | MISR 7.62（與AKM相同），Maadi |
| 匈牙利                 | AKM-63（仿製AKM），AMD-63、AMD-65，AMD-65M                                                                                            |
| 伊拉克                 | Tabuk自動步槍（M70B1及M70AB2） |
| 伊拉克                 | Tabuk狙擊步槍（M70B1裝上23.6寸槍管、瞄準鏡及不同的槍托）                                                                              |
| 朝鲜民主主义人民共和国 | 68式自動步槍（A型與AKM相同而B型與AKMS相同，沒有擊鎚減速器及槍口制動器）                                                               |
| 中华人民共和国         | 56-2式自動步槍，81式自動步槍 |
| 波蘭                   | kbk AKM（與AKM相同），kbK AKMS |
| 羅馬尼亞               | Pm md. 63（與AKM相同，但配備具握把的下護木）、PM md. 65（與AKMS相同，部份版本採用向右摺疊的鋼絲式槍托）、PM md. 90（PM md. 65的短版） |
| 南斯拉夫及塞尔维亚     | M70，M70A，M70AB2、M92（短管步槍，類似於AKMSU）                                                                                       |
| 美國                   | RAS 47（世紀武器在美國本土生產的半自動民用型）                                                                                        |
| 土耳其                 | SAR15T（由土耳其私营企业Sarsilmaz 推出，采用短行程活塞）                                                                              |

## 使用國

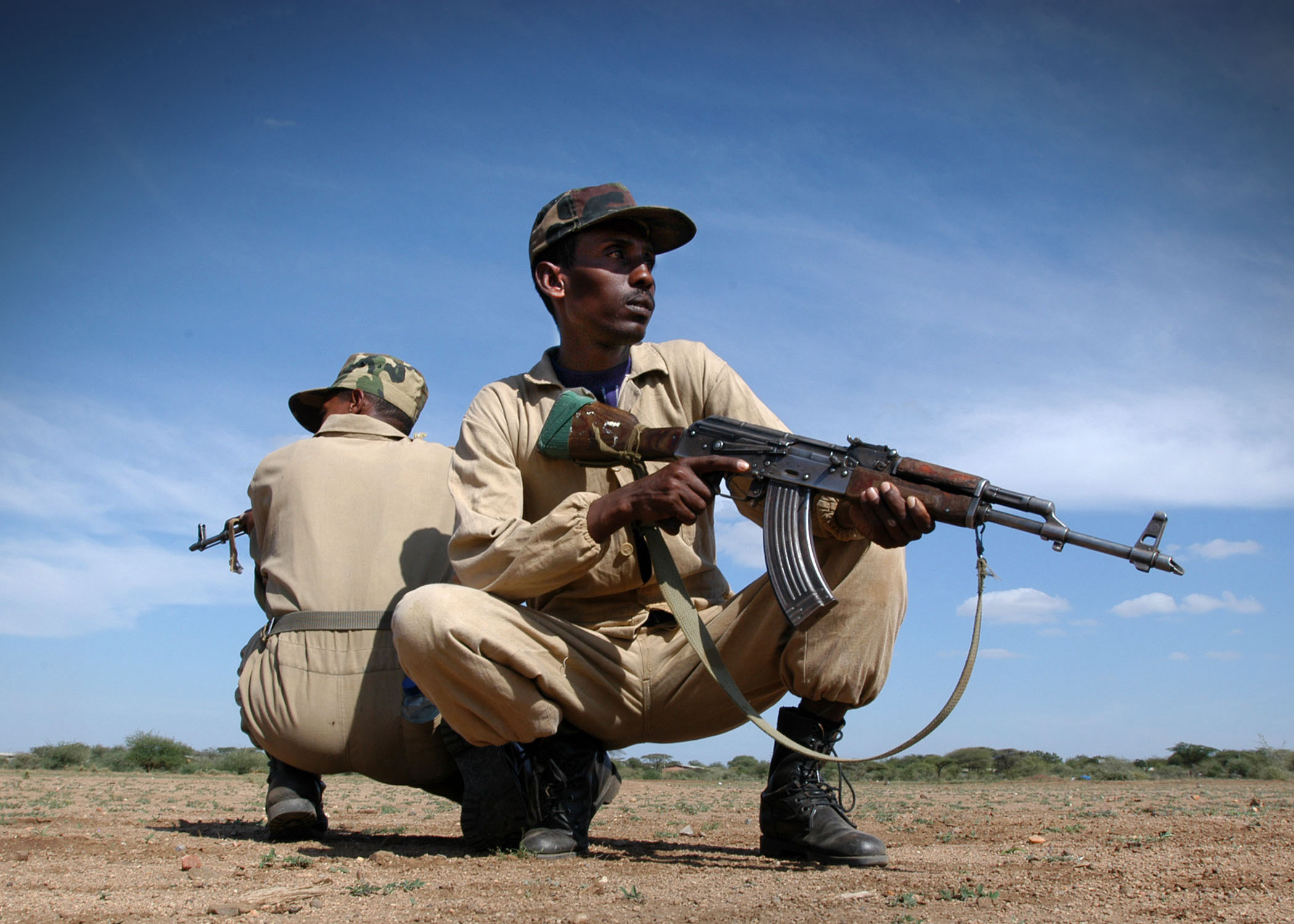
埃塞俄比亞士兵使用AKM

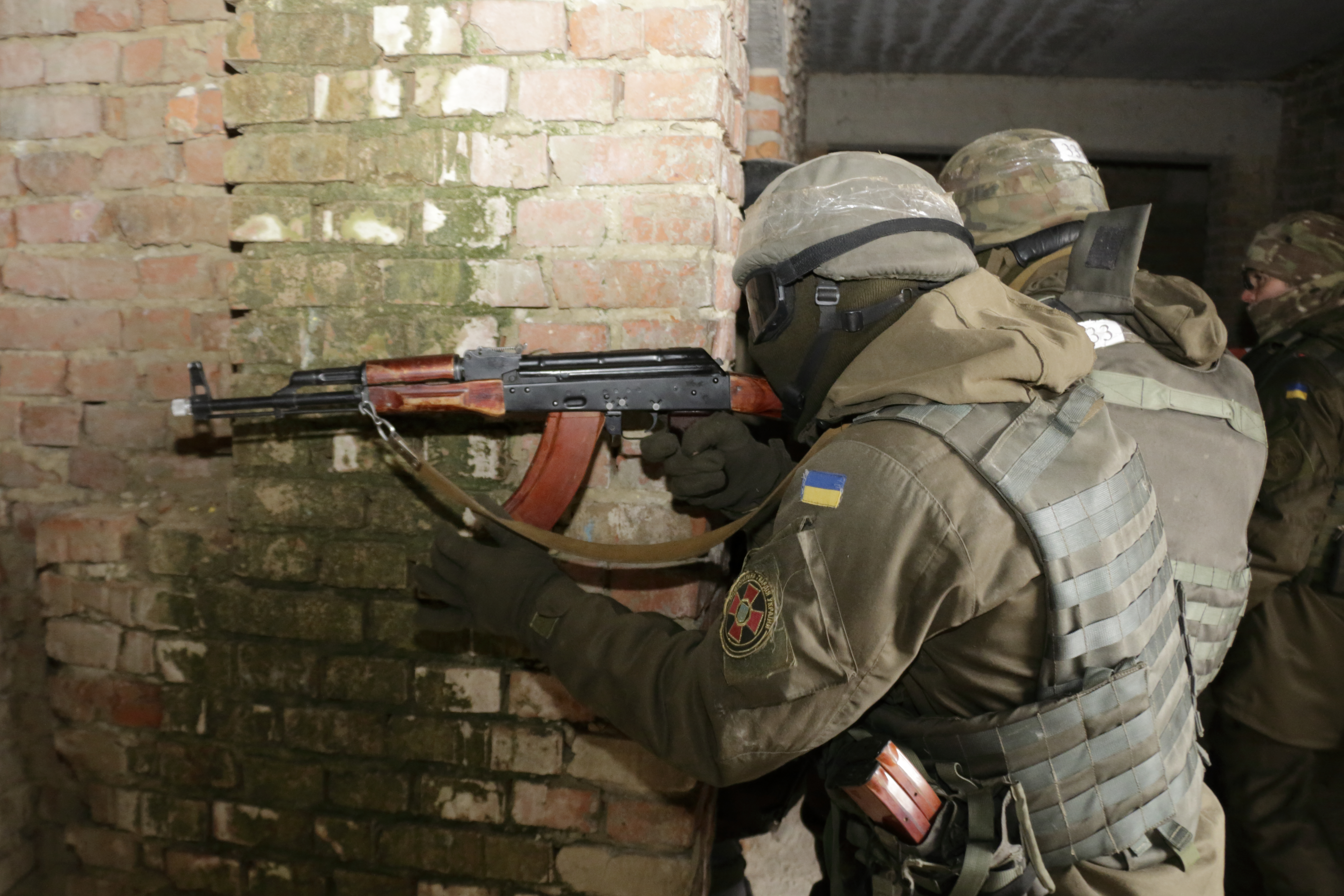
使用AKM的烏克蘭國民衛隊士兵

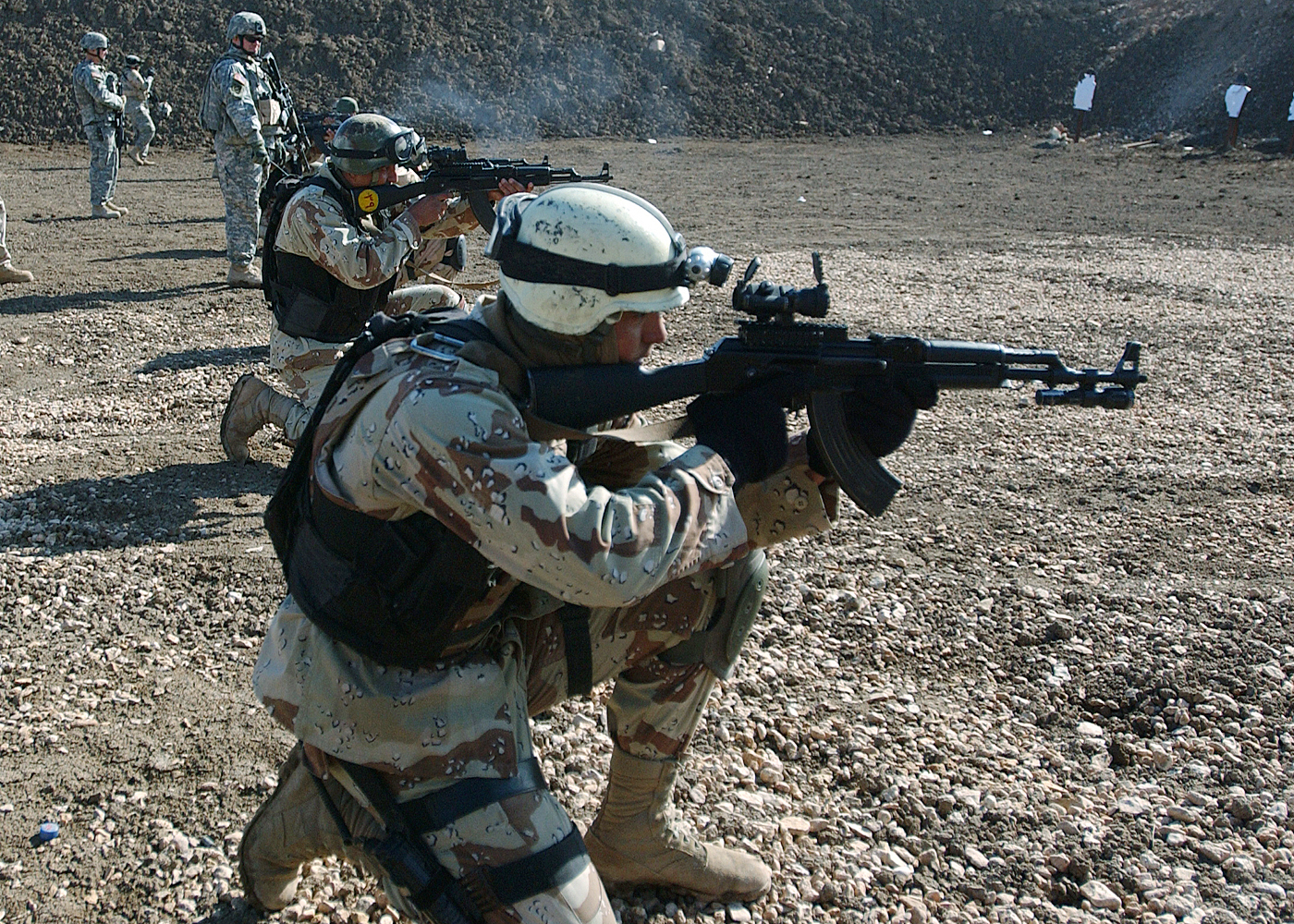
使用保加利亞製AKM的伊拉克士兵

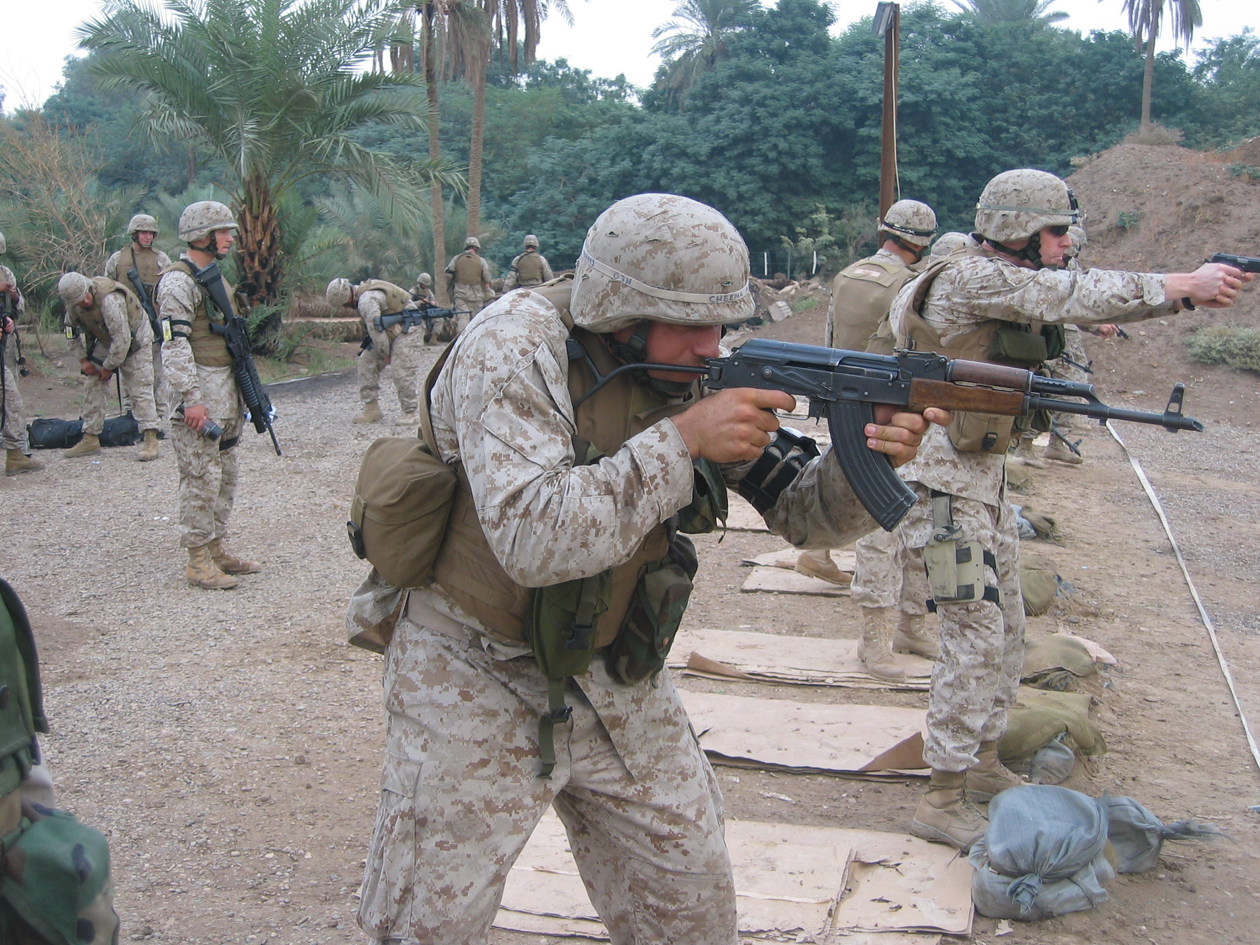
美國海軍陸戰隊士兵手持東德MPi-KMS72

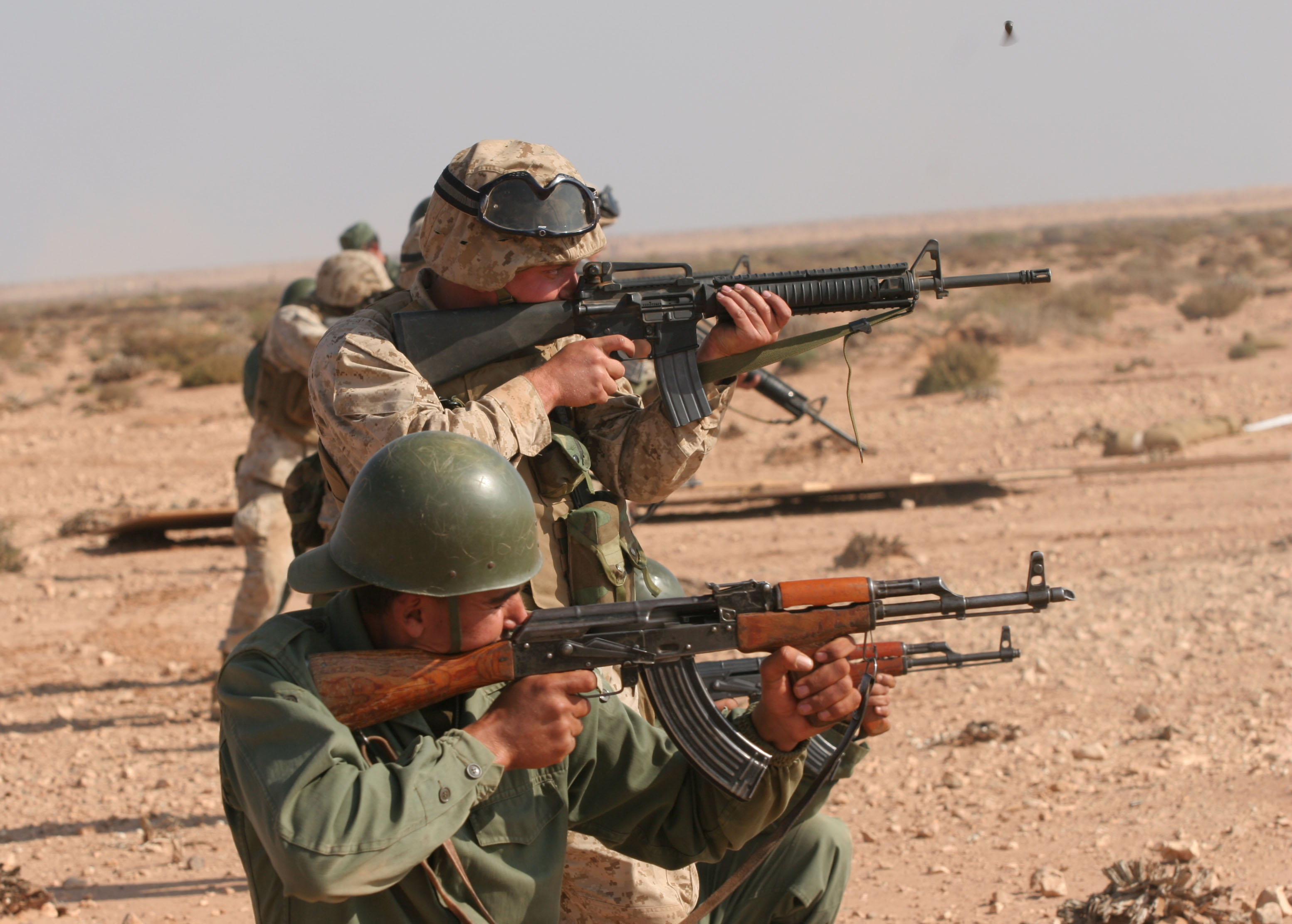
使用羅馬尼亞AIM進行訓練的摩洛哥士兵

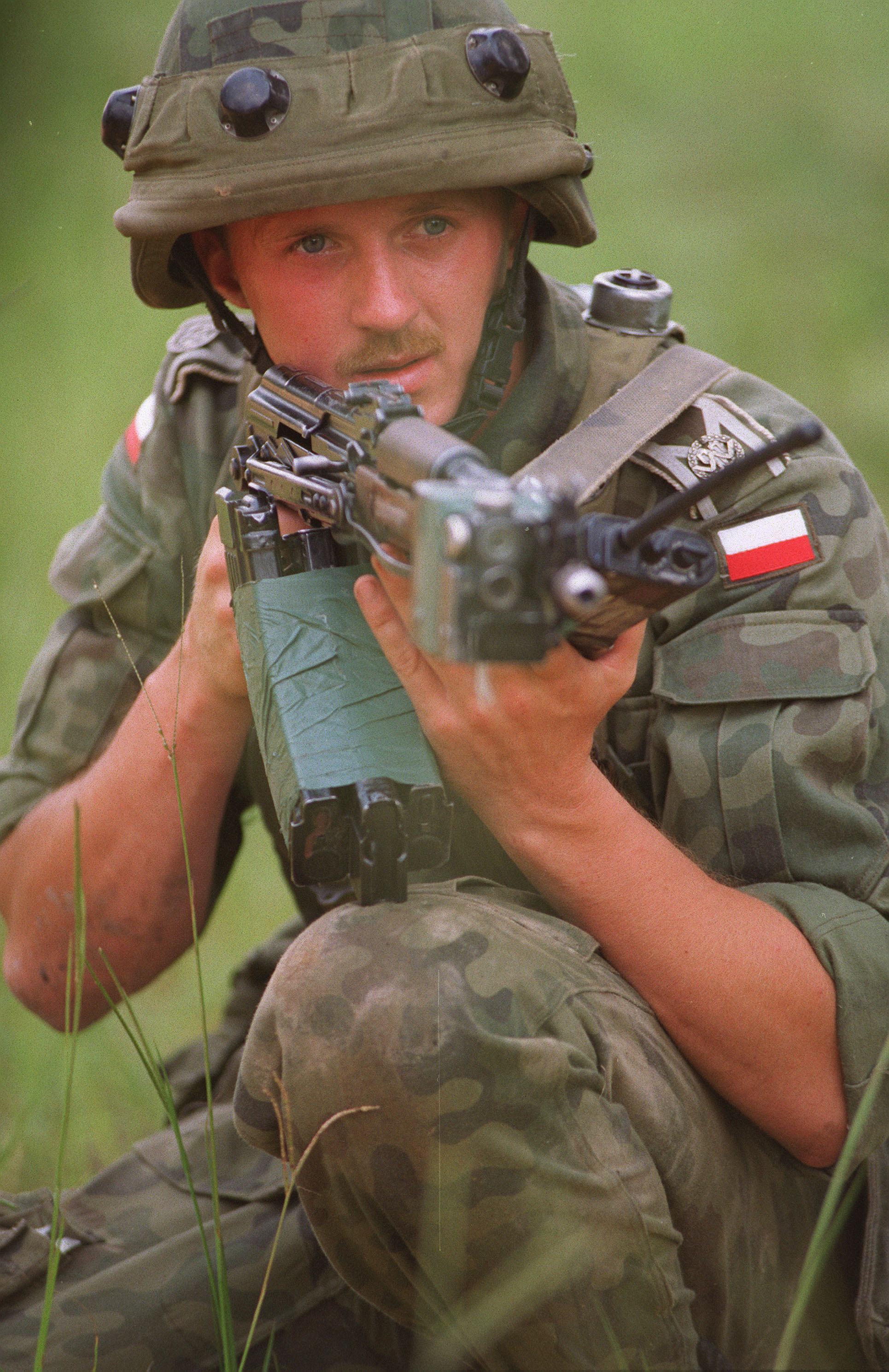
波蘭士兵使用其國產的AKMS，留意其彈匣並聯

- 阿布哈茲—繼承自前蘇聯時期。
- 阿富汗伊斯蘭酋長國
- 阿尔巴尼亚
- 阿尔及利亚
- 安哥拉
- 亞美尼亞
- —繼承自前蘇聯時期。
- 白俄羅斯—繼承自前蘇聯時期。
- 不丹
- 巴西
- 保加利亚
- 布吉納法索
- 柬埔寨
- 喀麦隆
- 中非
- 智利
- 中华人民共和国—曾从阿尔巴尼亚批量进口，后改良为56-2式和81式自动步枪。
- 刚果共和国
- 古巴
- 賽普勒斯
- 刚果民主共和国
- 埃及—本土製造，命名為Misr。
- 赤道几内亚
- 爱沙尼亚—繼承自前蘇聯時期，已被各種北約口徑步槍所取代。
- 衣索比亞
- 芬兰—曾大量進口前東德製“MPi-KM”作儲備武器，命名為“Rk 72”。
- 法國
  - 對外安全總局行動分部（英语：Action Division）（用於隱蔽行動）
- 加彭
- —繼承自前蘇聯時期。
- 希腊
- 几内亚
- 匈牙利—本土製造，命名為AK-63。
- 印度
- 伊朗
- 伊拉克
- 伊拉克库尔德斯坦
- 以色列—大量繳獲自敵軍，用於特種部隊。
- —繼承自前蘇聯時期。
- 科索沃
- 科威特
- —繼承自前蘇聯時期。
- 拉脫維亞—繼承自前蘇聯時期，已被各種北約口徑步槍所取代。
- 黎巴嫩
- 賴索托
- 利比里亚
- 利比亞
- 立陶宛——繼承自前蘇聯時期，已被各種北約口徑步槍所取代。
- 马达加斯加
- 馬爾他
- 墨西哥—大量繳獲自販毒份子。
- 摩尔多瓦—繼承自前蘇聯時期。
- 蒙古国
- 摩洛哥
- 莫桑比克
- 緬甸—大量繳獲自叛軍和販毒份子。
- 阿尔察赫共和国
- 尼加拉瓜
- —本土製造，命名為68式。
- 巴基斯坦—中國56式衍生型。
- 北馬其頓
- 巴拿马
- 秘魯
- 波蘭—本土製造。
- 菲律賓—由俄羅斯政府捐贈5,000枝。
- 羅馬尼亞—本土製造，命名為PM md. 63/65。
- 俄羅斯—繼承自前蘇聯時期。
  - 俄羅斯聯邦武裝力量（仍然被特種部隊及部分單位有限使用）
  - 俄羅斯聯邦安全局（已普遍地被新款AK步槍所取代）
  - 俄羅斯聯邦國家近衛軍
- 卢旺达
- 聖多美和普林西比
- 沙烏地阿拉伯
- 塞爾維亞—本土製造。
- 塞舌尔
- 斯洛維尼亞
- 南奥塞梯—繼承自前蘇聯時期。
- 苏丹
- 苏里南
- 瑞典—被瑞典國防軍用於武器識別訓練。
- 叙利亚
- —繼承自前蘇聯時期。
- 坦桑尼亚
- 多哥
- 德涅斯特河沿岸—繼承自前蘇聯時期。
- 土耳其
- —繼承自前蘇聯時期。
- 乌克兰—繼承自前蘇聯時期，目前仍被軍隊和執法部門有限地使用。
  - 烏克蘭武裝部隊
  - 烏克蘭內務部
  - 烏克蘭安全局
- 阿联酋
- 英国
  - 英國特種部隊（用於假想敵訓練及隱蔽行動）
- 美国—用於美軍的武器識別訓練、假想敵部隊、特種作戰部隊及中央情報局。少數地方警察局（如：阿拉斯加州北部的北坡區警察局採用Krebs公司生產的改良型）也有採用[11]。
- —繼承自前蘇聯時期。
- 委內瑞拉
- 越南
- 葉門
- 尚比亞
- 辛巴威

### 前使用國
- 阿富汗伊斯兰共和国
- 伊奇克里亞車臣共和國—繼承自前蘇聯時期。
- 东德—本土製造，命名為「MPi-KM」及「MPi-KMS-72」。在兩德統一後大批東德AK被售往多個第三世界國家，其餘的則被銷毀或用作儲備。
- 顿涅茨克人民共和国
- 大阿拉伯利比亚人民社会主义民众国
- 卢甘斯克人民共和国
- 羅德西亞
- 苏联—1959年成為蘇軍制式步槍，直到1976年開始被AK-74所取代。但在蘇阿戰爭期間仍然被特種部隊廣泛地使用。
  - 蘇聯武裝力量
  - 蘇聯內務部
  - 蘇聯國家安全委員會
- 南斯拉夫—本土製造，命名為「Zastava M70」。

### 非國家團體
- 北方聯盟
- 基地組織
- 真主黨
- 愛爾蘭共和軍
- 索馬里青年黨
- 胡塞武裝組織
- 車臣分離主義武裝組織
- 敘利亞自由軍
- 伊斯蘭國[12]
- 私人軍事服務公司

## 對未來俄製步槍的影響
雖然AK-74取代了AKM，然而AKM在蘇阿戰爭，以至是蘇聯解體後的兩次車臣戰爭當中，仍然被俄軍士兵及特種部隊廣泛地使用。
主要原因是俄軍士兵普遍認為AKM所用的7.62×39毫米中間型威力子彈，比起AK-74所用的5.45×39毫米小口徑子彈在城市戰中更為有效；而且發射5.45×39毫米槍彈的槍械，并不适合用于完成许多战术任务，在远距离上小口径子弹又缺乏足够的殺傷力，遭到部隊的質疑。
不少俄製的新式步槍提供7.62×39毫米口徑的版本，就連最新的AK-12也不例外，可見俄羅斯至今仍沒有放棄該口徑。

## 軼事
就跟其他AK改進型或仿製型一樣，AKM同樣會被許多人誤稱為「AK-47」；實際上，AKM的產量比早期版AK高得多。

## 流行文化
由於AKM在現實中為AK槍族中最常見的其中一員，因此也普遍地出現在許多影視作品和媒體當中，但許多時候都會被作品中的角色誤識別或誤稱為“AK-47”。

### 電影
- 1985年—《第一滴血2》：登場型號為埃及AKM仿製型（Maadi），由Có Bao（朱莉婭·尼克森（英语：Julia Nickson）飾演）、越南人民軍士兵和蘇聯軍事顧問團所使用，也被約翰·藍波（席維斯·史特龍飾演）所繳獲。
- 1985年—：登場型號為AKM，由阿留斯的士兵所使用。
- 1987年—：登場型號為AKM，由薩爾的手下所使用。
- 1988年—《第一滴血3》：登場型號為AKM（部份為埃及仿製型）和AKMS，部份裝有M203榴彈發射器，由約翰·藍波（席維斯·史特龍飾演）、特勞特曼上校（理查德·克里納飾演）、阿富汗聖戰者和蘇聯士兵所使用。
- 1991年—：登場型號為AKM，在軍火庫一幕中出現，没有被使用。
- 1992年—《辣手神探》：登場型號為AKM，由Johnny Wong的手下和香港警察所使用。
- 1997年—《空軍一號》：登場型號為AKM，由俄羅斯獄警所使用。
- 2002年—：登場型號為AKMS，普遍地由反抗軍成員所使用。
- 2003年—：登場型號為AKMS，配備改短的槍管，存放在莎拉·康納棺材內的武器之一，由約翰·康納（尼克·斯塔爾飾演）和凱特·布魯斯特（克萊兒·丹妮絲飾演）所使用。
- 2003年—：登場型號為AKM，普遍地由尼日利亞叛軍所使用。
- 2005年—《軍火之王》：登場型號為AKM和AKMS，兩款步槍皆為尤里·奧洛夫（尼古拉斯·凱奇飾演）所出售的軍火。移除槍托的AKM也被俄羅斯黑手黨成員在火拼期間使用。
- 2007年—：登場型號為AKM及AKMS，普遍地由恐怖份子所使用。其中一枝換上戰術導軌護木和裝上前握把的AKMS亦被特別探員隆納·弗洛瑞（傑米·福克斯飾演）所繳獲。
- 2008年—：登場型號為AKM和AKMS，普遍地由緬甸政府軍所使用，也於終盤戰鬥中被僱傭兵們繳獲使用。一枝改短槍管的AKMS亦被卡倫反抗軍領袖，敏（蘇佩空·基三沃（英语：Supakorn Kitsuwon）飾演）所使用。
- 2008年—：登場型號為AKM和AKMS，由扮演北越士兵的演員（發射空包彈）及“焰龍幫”成員所使用。
- 2008年—：登場型號為AKMS，配備RIS戰術導軌護木並裝有前握把，部份更裝有C-More紅點鏡，由英國籍私人軍事承包人員所使用。
- 2010年—：登場型號為AKM和AKMS，由嘉薩將軍的士兵和索馬里海盗所使用。
- 2012年—《穿越火線》：登場型號為AKM，由伊利亞上尉（哈桑·巴羅耶夫飾演）在內的部份俄羅斯士兵所使用。
- 2012年—：登場型號為AKMS，由謝爾蓋（羅賓·卡西亞諾夫飾演）和受感染的俄羅斯士兵所使用。
- 2012年—：登場型號為AKM，由墨西哥販毒份子和恐怖份子所使用。
- 2012年—：登場型號為AKMS，由巴基斯坦警員所使用，也是賓·拉登掛在其房間牆上的武器，期後被美國海軍特種作戰開發組幹員帕特里克（喬爾·埃哲頓飾演）回收。
- 2013年—：登場型號為AKM和AKMS，由艾哈邁德·沙夏（阿里·蘇利曼飾演，使用AKM）、塔利班戰士和村民所使用。
- 2014年—《美國狙擊手》：登場型號為AKM和AKMS，由伊拉克叛軍所使用。
- 2015年—：一枝經改裝至發射空爆彈，並裝上智能火控系統的AKM由主角麥克斯·德科斯塔（麥特·戴蒙飾演）所使用。
- 2016年—：登場型號為AKM和AKMS，由民兵所使用。
- 2017年—《戰狼2》：登場型號為AKM，由叛軍所使用，也曾被冷鋒（吳京飾演）所繳獲。
- 2018年—：登場型號為AKM和AKMS，由塔利班和北方聯盟戰士所使用。一枝改短槍管的AKMS亦被塔利班指揮官毛拉·拉贊（努曼·阿卡爾飾演）所使用。
- 2025年—《戰役》：型號為AKM，由伊拉克新軍士兵及叛軍所使用。

### 電視劇
- 《X檔案》系列
- 《極限權利》系列
- 系列
- 系列
- 《海豹突擊隊》系列
- ：登場型號為AKM，由蘇軍士兵所使用，部份亦被稍作改裝以充當AK-74。

### 電子遊戲
- 2005年—《真實計劃》：型號為AKM及AKMS，為伊拉克叛軍、民兵和敘利亞自由軍陣營專屬武器。
- 2009年—：型號為AKM，命名為“AK-47”，30發彈匣內奇怪地可裝填40發子彈。
- 2010年—《榮譽勳章》：型號為AKM，命名為“AK-47”。
  - 單人模式時每把AK使用的零件由系統隨機產生，有來自蘇聯／俄羅斯、羅馬尼亞、東德、匈牙利和中國衍生型的配件，主要由塔利班、車臣志願軍及阿富汗國民軍所使用，也可被玩家繳獲。即使外觀各有不同，全部AK的性能一樣。
  - 聯機模式時以一般AKM為原型，裝有GP-25榴彈發射器，為塔利班（後來因具爭議而更名為“OPFOR”）步槍兵專屬武器。奇怪地在空倉重新裝填後玩家角色不會為槍械上膛。
- 2012年—：型號為AKMN，命名為“AK-47”，恐怖份子陣營專屬武器。
- 2012年—：型號為AKMN,命名為“AKM”,恐怖份子陣營專屬武器
- 2013年—：型號為AKMS（預設）及AKM（改用“經典槍托”），命名為“AK.762”，可在黑市購買後並另外花費改裝。
- 2014年—《叛亂（英语：Insurgency (video game)）》：型號為AKMS，命名為“AKM”，可加裝GP-25榴彈發射器在內的多種配件。為叛軍陣營專屬武器。
- 2015年—：型號為AKM，命名為“AKM”，但奇怪地使用早期型AK-74的金屬彈匣（使用“延長彈匣”後會更換為售後市場的40發塑料彈匣），可進行定製改裝（加裝配件時會換上戰術導軌護木）。單人模式中為犯罪份子及“理想結果”承包人員的常用武器，也能夠由玩家角色尼古拉斯·門多薩所使用。聯機模式中為罪犯陣營“操作員”專屬武器，但可透過完成任務讓執法機關陣營使用。
- 2015年—《戰術小隊》：型號為AKM和AKMS，前者由叛軍及民兵所使用，後者僅由叛軍所使用。
- 2016年—《逃離塔科夫》：型號為AKM、AKMN、AKMS、AKMSN以及民用版Vepr-KM和Vepr AKM，可進行改裝。
- 2016年—《重製版》：型號為AKM，取代原版的第一型AK，仍命名為“AK-47”，戰役模式中普遍地由中東某國叛軍、俄羅斯極端民族主義黨武裝份子和俄羅斯政府軍所使用，也曾被特種空勤團成員用來打扮成極端民族主義黨武裝份子。聯機模式時可由所有陣營使用，並可加裝瞄準鏡及GP-25榴彈發射器。和原版同樣，裝備紅點瞄準器或滅音器會降低威力。
- 2017年—《絕地求生》：型號為AKM，正確地命名為“AKM”，使用具皮卡汀尼導軌的機匣蓋。
- 2018年—《叛亂：沙漠風暴》：型號為AKMN，命名為“AKM”，奇怪地使用AK-74突擊步槍的槍托，叛亂分子和安全部隊陣營的步槍兵（Riflemen）均可使用並可安裝包括GP-25榴彈發射器在內的各類配件，但在安裝配件時會為步槍更換帶導軌的護木及側裝鏡橋等部件。
- 2018年—《地面部隊》（Ground Branch）：型號為AKMN，命名為“AKM”。
- 2018年—《5》：型號為AKM，命名為“AK-47”，奇怪地有三發點放模式。一種舊化塗裝版本於“黑暗小時”資料片中由越南南方民族解放陣線戰士所使用。
  - “AK-M”為改用現代化售後市場配件的衍生型。
  - “AK-MS 白尾山”為“AK-M”噴有特殊塗裝的短槍管衍生型。
  - “AK-MS 勇士”為“AK-M”噴有特殊塗裝的無槍托短槍管衍生型。
- 2019年—：型號為AKM，奇怪地有三發點放模式，以及30發彈匣內可裝填40發子彈。有三種版本。
  - “Makeshift AK-47”為由缺陷的散零件裝配而成的土製武器，槍管下綁上了螺絲批充當刺刀（無法實際使用）。被分類為“第II級武器”。
  - “OPTIMIZED AKMS”為裝上刺刀和自製紅點鏡的無槍托現代化版本。被分類為“第III級武器”。
  - “Radiation-Pink AK-MS”為噴上特殊塗裝的“OPTIMIZED AKMS”。被分類為“精英級武器”。
- 2019年—：在戰役模式中，烏茲克斯坦解放軍的領袖法菈赫·卡里姆使用一款定制型AKM步槍。該槍配備東德衍生型MPi-KMS-72（英语：MPi-KM）的金屬摺疊槍托、導氣管與護木之間被綁上橡皮筋加固、槍管被綁上白布，並以綁上白色膠帶的30發容量橙色彈匣供彈。雖在戰役中無法被玩家使用，但在聯機模式中玩家能夠透過使用“AK-47”的“革命”武器藍圖定制出類似法菈赫的步槍。而使用“鐵幕”武器藍圖後則可定制出AKM。
- 2021年—《6》：型號為AKM，卻命名為“AK-47”，奇怪地有三發點放模式。此外也有命名為AK-M的槍枝則為加裝了現代化模塊版本。
- 2023年—《蔚藍檔案》：安守實里的固有武器「鋼鐵火炬」原型。
- 2024年—《三角洲行动》:型号为AKM，命名为“AKM突击步枪”，可进行高自由度的改装。

## 另見
- AK突擊步槍
- AK-74突擊步槍
- AK-103突擊步槍
- AK-12突擊步槍
- PM md. 63突擊步槍
- PA md. 86突擊步槍
- Vz. 58突擊步槍
- AMD-65突擊步槍
- 86S式自動步槍
- PSL
- 英薩斯突擊步槍
- 各國軍隊制式步槍列表

## 外部連接
- Modern Firearms article（页面存档备份，存于）
- На замену АК-47…Юрий Пономарёв （俄文）